# Aloys Henninger

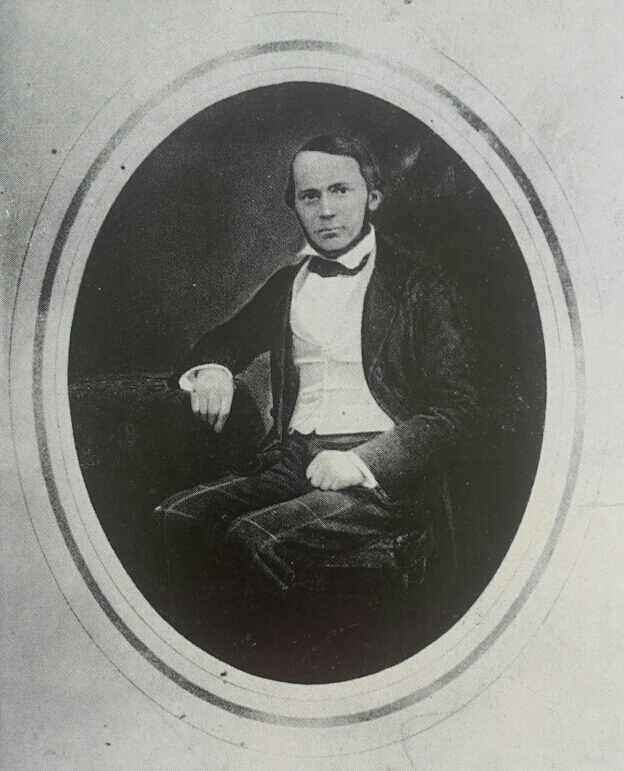
Aloys Henninger

Aloys Henninger (auch Alois; * 28. Oktober 1814 in Stierstadt; † 30. Juni 1862 in Heddernheim) war ein nassauischer Dichter und Schriftsteller.

## Leben
Aloys Henninger wurde als Sohn des Lehrers Nikolaus Henninger (* 7. September 1791 in Schloßborn; † 6. Januar 1840 in Weißkirchen) und Sophie Henninger, geb. Herr (* 5. Mai 1792 in Weißkirchen; † 24. Oktober 1868 in Oberzeuzheim) in Stierstadt geboren. 1818 zog die Familie in das großväterliche Anwesen nach Weißkirchen, wo Henninger seine Jugend verbrachte. Ab 1828 besuchte er das Pädagogium in Hadamar. Im Anschluss daran besuchte er ab 1831 das Gymnasium in Weilburg und legte dort 1836 seine Reifeprüfung ab. Von 1835 bis 1838 studierte er katholische Theologie in Tübingen. Danach trat er in das Priesterseminar in Limburg ein, was er jedoch bald darauf abbrach und Hauslehrer bei der Familie Brentano wurde. 1849 gründete Henninger einen Lokalgewerbeverein und ein Jahr später 1850 eine Gewerbeschule in Oberursel (heutige Feldbergschule). Henninger war Gründer, Herausgeber und Redaktionsmitarbeiter der Zeitschrift Der Taunusbote.
Er war verheiratet mit der Limburger Schriftstellerin Katharina Schweitzer.
Im Frühjahr 1862 erkrankte Henninger an der Wassersucht und starb am 30. Juni 1862 in Heddernheim.
Henningers ganze Liebe gehörte dem Taunus und seinen Bewohnern. Dies verschaffte ihm den Beinamen „der Taunide“, der selbst noch auf seinem Grabstein zu lesen war.
Die Alois-Henninger-Straße in seinem Geburtsort Oberursel-Stierstadt ist nach ihm benannt.

## Werke

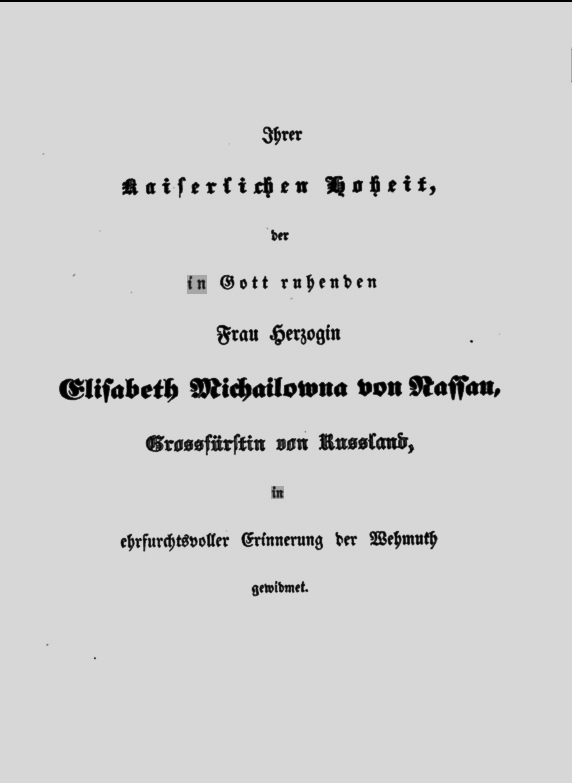
Widmung `Nassau in Sagen, Geschichten und Liedern`

- Das Herzogthum Nassau in malerischen Originalansichten, 1843.
- Nassau in seinen Sagen, Geschichten und Liedern fremder und eigner Dichtung, 1845.
- Wiesbaden und Biebrich..., ein Führer, 1854.
- Cronthal und seine nächsten Umgebungen, 1855.
- Bad Ems und seine Umgebungen, 1858.